# Richard Crenna
Richard Donald Crenna (30. listopadu 1926 Los Angeles, Kalifornie – 17. ledna 2003 Los Angeles, Kalifornie) byl americký filmový, televizní a rozhlasový herec nejznámější pro svou roli plukovníka Sama Trautmana v prvních třech filmech o Rambovi. Dále ztvárnil podvodníka Mika Talmana v úspěšném thrilleru Čekej do tmy (1967) a plukovníka Dentona Walterse v parodií Žhavé výstřely 2 (1993). Postava plukovníka Walterse je pak parodií právě na Crennovu zřejmě nejslavnější roli, Sama Trautmana.
Herec byl za svou kariéru celkem třikrát nominován na prestižní ocenění Zlatý glóbus, ovšem ani jednou nezvítězil. Roku 1988 byl též navržen na Zlatou malinu za svůj herecký výkon ve filmu Rambo III.

## Herecká kariéra
Richard Crenna s hraním začínal již ve 30. a 40. letech, a to rozhlasovými rolemi. V 50. letech se objevoval v televizi, především v komediálních seriálech či pořadech pro děti.
První větší herecká příležitost se ovšem dostavila, když bylo herci 40 let. Jednalo se o jednu z hlavních postav ve válečném velkofilmu Strážní loď Sand Pebbles (1966), kde se objevil po boku hollywoodských hvězd Steva McQueena a Richarda Attenborougha. O rok později již přišla jedna z vedoucích úloh v dodnes velmi úspěšném psychologickém hororu Čekej do tmy. Zde ztvárnil charismatického podvodníka, který pod velením kriminálníka (Alan Arkin) terorizuje nevidomou mladou ženu (Audrey Hepburn) v jejím vlastním bytě. Do konce 60. let hrál s Julií Andrews v životopisném muzikálu Star! (1968), či s Gregorym Peckem v napínavém sci-fi Zajati vesmírem (1969).
Sedmdesátá léta nebyla pro Crennu až tak zářná, jak by se po nadějně rozběhnuté předchozí dekádě mohlo zdát. Po boku Alaina Delona si zahrál ve francouzské kriminálce Policajt (1972). Dále namluvil racka v alegorickém dramatu Racek Jonothan Livngston a objevil se v akčním westernu Breakheartský průsmyk (1975).
Již začátek nové dekády přinesl jisté oživení do zdánlivě zkomírající hercovy kariéry. Role zavražděného manžela Edmunda Walkera prohnané manželky Matty (Kathleen Turner) v populárním erotickém thrilleru Žár těla (1981) byla pouhý začátek. O rok později totiž zazářil vedle Sylvestera Stallona v dnes již kultovním akčním snímku Rambo: První krev. Svou roli Sama Trautmana, mentora Johna Ramba si pak ještě zopakoval v sequelech Rambo II (1985) a Rambo III (1988). Za zmínku stojí i komedie Flamingo Kid (1984) a Vydařená dovolená (1985) či horor Leviathan (1989).
V pozdních letech své kariéry se především objevoval v televizi. Důkazem je například role detektiva Franka Janeka. Z celovečerních filmů by rozhodně byla škoda opomenout Žhavé výstřely 2, romantickou komedii Sabrina (1995) či parodii Utopenec na útěku (1998), kde Richard Crenna svou rolí parodoval šerifa Samuela Gerrarda (ztvárněného Tommy L. Jonesem) z filmu Uprchlík.
Objevil se i v několika epizodách seriálu JAG (včetně pilotního dílu).

## Filmografie (výběr)

### Filmy
- Strážní loď Sand Pebbles (1966)
- Čekej do tmy (1967)
- Star! (1968)
- Zajati vesmírem (1969)
- Catlow (1971)
- Policajt (1972)
- Racek Jonathan Livingston (1973) – hlas
- Breakheartský průsmyk (1975)
- Smrtící kometa (1978)
- Žár těla (1981)
- Rambo: První krev (1982)
- Flamingo Kid (1984)
- Vydařená dovolená (1985)
- Rambo II (1985)
- Rambo III (1988)
- televizní filmy o detektivu Janekovi (1988–1994)
- Leviathan (1989)
- Žhavé výstřely 2 (1993)
- Sabrina (1995)
- Jade (1995)
- Utopenec na útěku (1998)
- To je vražda napsala: Smrtonosný příběh (2000)
- Síla lidskosti (2003)

### Seriály
- JAG (1995–1998)
- Nemocnice Chicago Hope (1999)
- Soudkyně Amy (2000)

## Osobní život
Crenna se narodil v Los Angeles jako jediné dítě hotelové manažerky a lékárníka. Jeho oba rodiče byli italského původu. Od února roku 1945 do srpna roku 1946 sloužil u americké armády během druhé světové války. Herec byl za svůj život dvakrát ženat a má 3 děti. Byl odměněn hvězdou na Hollywoodském chodníku slávy.

### Smrt
Richard Crenna trpěl rakovinou slinivky břišní, v jejímž důsledku začátkem roku 2003 zemřel na srdeční selhání obklopen svojí ženou Penni a třemi již dospělými dětmi. Jeho tělo bylo zpopelněno.